# 宇山兵士
宇山兵士（1904年—?），日本山口县人，满洲国官员。

## 生平
宇山兵士毕业于东京帝国大学。他曾经在满铁任职。九一八事变期间，他任职关东军。后来，他任满洲国国务院总务厅主计处事务官、民政部事务官、新京特别市理事官等职。其中，1931年9月至1932年3月，他任满洲国吉林省财政厅顾问；1936年2月至1937年7月，他任满洲国新京特别市财务处处长。1937年（民国26年）10月，在日軍的援助下，蒙古聯盟自治政府成立。此后宇山兵士任该政府政务最高顾问。1939年6月，他被调回满洲国。